# ريكاردو باير
ريكاردو باير (بالإسبانية: Ricardo Bayer)‏ هو منافس ألعاب قوى تشيلي، ولد في 1904، وتوفي في القرن العشرين.

## وصلات خارجية
- ريكاردو باير على موقع أوليمبيديا (الإنجليزية)